# Twix

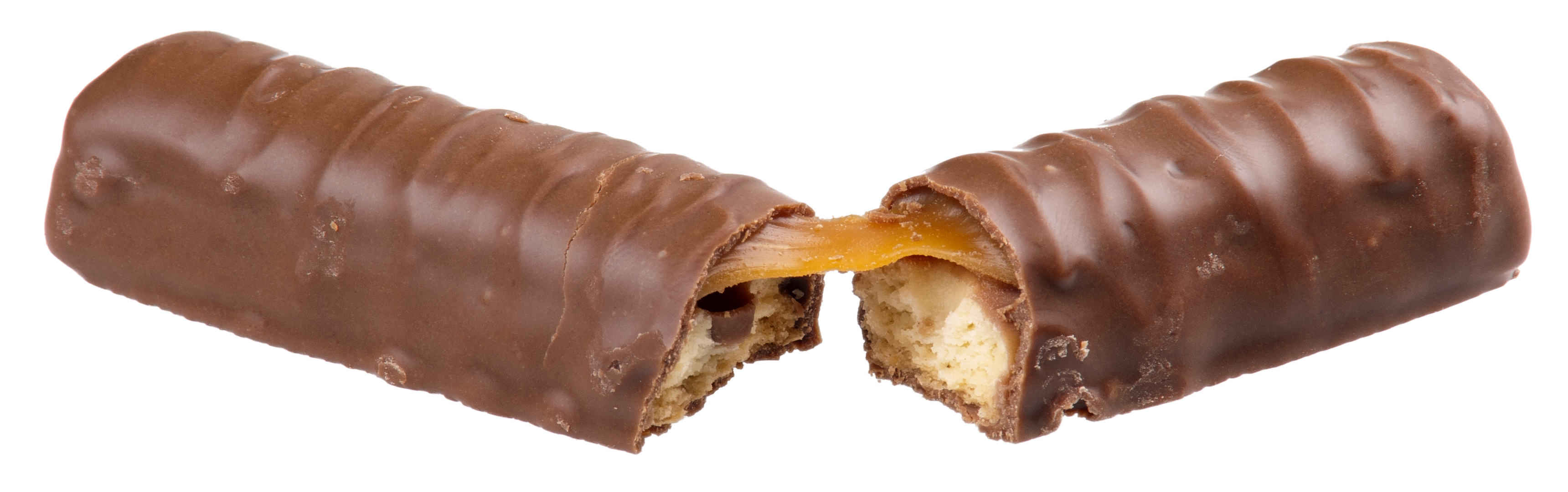
Nadzienie

Twix – nazwa batona produkowanego przez spółkę Mars wchodzącą w skład koncernu Mars Incorporated.

## Opis
Twix jest produkowany od 1967 roku. Są to dwa cienkie, podłużne, herbatnikowe ciasteczka o długości 110 mm pokryte warstwą karmelu (32%) i oblane mleczną czekoladą (35%). Ponieważ są one znacznie cieńsze niż inne batony, są pakowane po dwie sztuki.
W Austrii, Francji, Niemczech, Włoszech, Szwecji, Portugalii, Finlandii, Holandii i na Węgrzech, a co za tym idzie także w Polsce (gdzie początkowo sprzedawany był tylko importowany w Pewexach i Baltonie oraz na bazarach), baton był przez wiele lat nazywany Raider. W 1991 roku nazwa ta została zmieniona na używanego międzynarodowo Twixa. W Niemczech zmiana ta była przyjęta z żalem. Slogan reklamowy Raider heißt jetzt Twix, ... sonst ändert sich nix (Raider nazywa się teraz Twix... poza tym nie zmieniło się nic) stał się symbolem fałszywie rozumianego ulepszania rzeczy przez nadawanie im nowych, bardziej modnych nazw.

## W kulturze
Nawiązanie do batonika Twix odegrało znaczącą rolę w jednym z odcinków amerykańskiego serialu komediowego pt. Kroniki Seinfelda. Natomiast opakowanie po batonie Raider było jednym z pobocznych motywów serialu Dark. Polski raper Sokół na albumie „Nic” rozpoczyna utwór „Batoniki” wersem „raider nazywa się Twix, przeżyłem niejeden lift”.

## Wartości odżywcze
| Kalorie           | 488     |
| Białko            | 5,3g    |
| Tłuszcz           | 23,2g   |
| Węglowodany       | 64,2g   |
| Błonnik pokarmowy | 1,0g    |
| Sód               | 170mg   |
| Potas             | 159mg   |
| Wapń              | 109mg   |
| Fosfor            | 96mg    |
| Żelazo            | 1,3mg   |
| Magnez            | 24mg    |
| Witamina E        | 0,20mg  |
| Tiamina           | 0,100mg |
| Ryboflawina       | 0,100mg |
| Niacyna           | 0,30mg  |
| Witamina C        | 0,7mg   |